# Овернский клирик
«Овернский клирик» — криптоисторический роман украинского фантаста Андрея Валентинова. Является частью задуманного автором цикла «Тропа отступников», в который входит также роман «Серый коршун», не связанный с «Овернским клириком» сюжетно.
Действие романа разворачивается во Франции XII века. Посланник Папы кардинал Орсини поручает трём монахам-бенедиктинцам из обители Сен-Дени расследовать дело о колдовстве в округе Памье графства Фуа. Братья Гильом, Пётр и Ансельм отправляются в путь. Роман написан от лица брата Гильома, в миру — графа де Ту.
Первое издание «Овернского клирика» вышло в 1997 году в харьковском издательстве «Фолио». Роман был переведён автором на украинский язык («Овернський клірик») и издан в Киеве в 2008 году.

## Сюжет
Джованни Орсини, кардинал Курии и легат римского папы на территории Королевства Французского, прибывает в аббатство Сен-Дени. Там он поручает брату Гильому произвести расследование запутанного дела о колдовстве и пропаже девушки в округе Памье графства Фуа.
Жанна де Гарр внезапно исчезла незадолго до своей свадьбы, а через четыре месяца вернулась. Через три года в округ Памье прибыла сестра Цецилия, которая заявила, что она и есть Жанна де Гарр. Сестру Цецилию опознали родители, соседи, приходской священник. Дело расследовал местный суд и признал виновной в колдовстве некую вдову де Пио, которая придала неизвестной девушке облик Жанны Де Гарр. Обе женщины были арестованы, дело передано вышестоящему церковному суду. Однако де Гарр и де Пио заявили, что невиновны. По поручению кардинала Орсини в округ Памье прибыл его представитель — брат Умберто, чтобы расследовать дело. Повторно опросив свидетелей и приказав заключить под стражу Жанну де Гарр и сестру Цецилию, брат Умберто бесследно исчез.
За расследование берётся брат Гильом, наделённый полномочиями легата Папы римского на территории графства Фуа. Брат Гильом берёт себе двух помощников из монастырской школы и отправляется в округ Памье. Выясняется, что Жанна де Гарр погибла — её растерзал медведь.
Брат Гильом опрашивает жителей Артигата и выясняет, что между семьями де Гарр и д’Эсконбеф существует некая связь, а также что у Жанны да Гарр была старшая сестра Роза, утонувшая четыре года назад. Гильом направляется в замок Эсконбеф, где местный сеньор Гуго д’Эсконбеф рассказывает, что д’Эсконбефы — потомки короля Артура. В ходе осмотра окрестностей замка Эсконбеф брат Гильом устанавливает, что Эсконбефы — дэрги.
Гильом встречается с епископом де Лозом. Выясняется, что сестра Цецилия сбежала. Из сторонних источников брат Гильом узнает, что де Лоз — тайный сатанист, причём он проводит чёрные мессы. Тем временем де Лоз решает избавиться от опасных свидетелей — д’Эсконбефов. Во время проповеди в соборе он объявляет пастве, что демоны завладели замком Эсконбеф и приняли облик сеньоров. Он призывает отомстить за «добрых господ», и малообразованная толпа собирается и идёт на замок. Брат Гильом понимает, что толпу он не в силах остановить. Кроме того, он ещё не определился во мнении — являются ли дэрги демонами или божьими созданиями, поэтому присоединяется к этому «крестовому походу».
Во время штурма замка брат Гильом принимает решение. Он идет к де Лозу и именем Его Святейшества приказывает распустить людей и вернуться в Памье. Когда тот отказывает подчиниться, брат Гильом лишает его сана, но это уже бесполезно. По приказу де Лоза брата Гильома связывают. Штурм оказывается успешным, из д’Эсконбефов выживает только старший внук Гуго д’Эсконбефа — Доминик. Видя, что толпа убила его деда и брата, он, используя магию дэргов, при помощи пирокинеза сжигает большую часть толпы, напавшей на замок. При этом де Лоз и его стражники остаются невредимыми из-за украденного из замка дэргского амулета.
Де Лоз передаёт брата Гильома в руки разбойников, с которыми он связан. Разбойники держат брата Гильома в погребе под замком и проговариваются, что прежде там сидел брат Умберто. Таким образом, эта часть расследования брата Гильома завершается. Гильому удаётся бежать из плена и при помощи золота даже переманить на свою сторону Роберто де Гарая, главаря разбойников. Выясняется, что людям де Лоза удалось схватить брата Ансельма, и на следующий день по сфабрикованному обвинению его будут сжигать на костре.
Братья Гильом и Пётр, совместно с Жанной де Гарр, де Гараем и некоторыми из его людей пытаются остановить казнь. Де Лоз натравливает на брата Гильома толпу, но в этом момент на площади, где должно было проходить сожжение, появляется Доминик д’Эсконбеф. Он приказывает оставить в покое брата Гильома, а на де Лоза накладывает дэргское заклятье, из-за которого человек начинает говорить только правду. Этому заклятью украденный амулет противостоять не в силах, поэтому де Лоз прилюдно объявляет себя сатанистом, срывает с себя и топчет распятие. Возмущённые таким святотатством, горожане Памье устраивают над бывшим епископом самосуд и сжигают его труп на костре, предназначенном для брата Ансельма.
Оказавшийся на площади викарий де Лоза, увидев Жанну де Гарр, опознаёт в ней сестру Цецилию. Позднее эта девушка дает признательные показания брату Гильому.
Разобравшись в этом деле и уверившись в том, что дэрги — создания Божьи, а не демоны, брат Гильом составляет по этому делу отчёт и хочет лично представить его в Риме. Однако это противоречит планам кардинала Орсини насчет народа дэргов, поэтому брата Гильома без посещения Рима отправляют епископом-посланником в Иерусалим и Мосул.
Дальнейшая судьба отца Гильома и братьев Петра и Ансельма упоминается в романе Андрея Валентинова «Дезертир».

## Персонажи
- брат Гильом — монах аббатства Сен-Дени. До пострижения — крестоносец, граф Андре де Ту. Богослов, пишет богословские трактаты под псевдонимом «Овернский клирик».
- брат Ансельм — монах Сен-Дени. До пострижения — Гвидо Орсини, племянник кардинала Орсини.
- брат Пётр — монах Сен-Дени, простолюдин с севера Франции.
- сестра Цецилия — монахиня.
- Жанна де Гарр — крестьянка из села Артигат округа Памье.
- д’Эконсбефы — сеньоры округа Памье. Дэрги.
- Роберто де Гарай — разбойник.
- Арно де Лоз — епископ округа Памье. Погряз в грехах, коррумпирован. Тайно поклоняется сатане.

## Отзывы критики
Игорь Чёрный: «Цикл „Око Силы“, роман „Овернский клирик“ до сих пор являются для меня образцами жанра.»
Виталий Каплан ставит этот роман в один ряд с произведениями Вячеслава Рыбакова, Елены Хаецкой, Владимира Хлумова, Святослава Логинова: «Независимо от занимаемой позиции они искренне стремятся постичь Тайну, понять, как она соприкасается с человеческой душой. Банальные решения их не удовлетворяют.» В. Каплан отмечает, что роман написан профессиональным историком, но отличается по своей художественной задаче и от традиционных исторических романов и от фэнтези: 

Здесь прошлое — не самоцель, а средство. Тут важно не изобразить ту или иную эпоху, а на историческом материале исследовать общечеловеческие проблемы — долга, власти, нравственного выбора, духовных исканий.— Виталий Каплан
Мария Юданова пишет, что роман «передаёт атмосферу эпохи, увиденной глазами умного и честного человека, гуманиста», «погружает в сюрреалистический гротесковый карнавал», «метафоричность текста помогает примириться с пугающими, жутковатыми сторонами человеческой жизни».

## Премии и номинации
- Интерпресскон, 1998 // Крупная форма (роман) — номинант
- Бронзовая улитка, 1998 // Крупная форма — номинант